# Asertivnost
Asertivnost je sposobnost odkritega izražanja lastnega mnenja, prepričanj, pravic, potreb ali čustev, pri čimer hkrati upoštevamo našega sogovornika. Asertivni ljudje se zavedajo, da imajo osnovne človekove pravice, ki jih morajo ostali ljudje spoštovati, kar vključuje tudi svobodno izražanje lastnih potreb in čustev. V asertivni komunikaciji se kaže medosebno spoštovanje do drugih in do sebe. Neposredna, odkrita in odprta komunikacija spodbuja zaupanje drugih ljudi. Ljudje, ki komunicirajo na asertiven način so bolj samozavestni, zaradi česar je večja možnost, da ji bodo drugi ne le poslušali, ampak tudi slišali. Je lastnost, ki se je lahko priučimo, jo okrepimo ali pa jo izgubimo, zaradi česar je v zadnjem času narasla priljubljenost ti. treningov asertivnosti. Gledano s psihološkega vidika je značajska lastnost, v socialnem smislu pa sklop veščin za ohranjanje avtonomije v medosebnih odnosih. 

## Tipi vedenj
Obstajajo štirje prevladujoči tipi vedenj: agresivno, posredno agresivno, pasivno in asertivno vedenje. Njihova primerjava je odvisna od dveh dimenzij: ravni direktivnosti in ravni prisile.

### Agresivno vedenje
Agresivno vedenje vsebuje element strahu, s katerim si pomagamo do cilja v odnosih z drugimi. Prav tako podcenjuje pravice drugega in se ne ozira na njegova čustva oz. počutje. Njegov namen je povzročitev fizične, socialne ali čustvene škode. Posamezniki, ki se obnašajo agresivno, bodo zelo verjetno tudi izzvali agresiven odgovor. V transakcijski analizi izraža naslednji stavek osebno prepričanje o sebi in drugih ljudeh, ki je skladno z agresivnim tipom vedenja.
»Jaz sem v redu, ti nisi v redu.«

### Posredno agresivno vedenje
Posredno agresivno ali manipulativno vedenje usmerja negativnost na nekoga, ki ga želimo postaviti kot krivca. Pogosto je izmikanje neposrednemu soočanju in zanikanje lastnih občutkov. Mnogokrat je v ozadju tudi pripravljen skrit napad.
»Jaz sem v redu, ti nisi v redu.«

### Pasivno vedenje
Pasivno vedenje je nepresojajoče sledenje navodilom, pri čemer se izogibamo nesoglasjem. Značilno je pomanjkanje samospoštovanja, obtoževanje samega sebe, celo zatiranje samega sebe. Takšno vedenje vključuje opravičevalen govor, živčne kretnje in odpor do izražanja svojega mnenja. Posledično je tak posameznik videti šibak, nesamozavesten in dovzeten za manipulacijo.
»Jaz nisem v redu, ti si v redu.«

### Asertivno vedenje
Asertivno vedenje je dostojanstvena ohranitev lastne stališčne pozicije, brez napada ali podrejanja. Mnogokrat se znajdemo v situaciji, kjer je težko ohraniti svojo besedo, saj nas drugi želijo prepričati v nesmiselna početja ali nam vsiliti svoje ideje. Za tem stoji namen nadzorovati ali manipulirati s človekom, ki je lahko zavesten ali nezaveden.
»Jaz sem v redu, ti si v redu.«

## Čustvena inteligentnost in uporaba asertivnega besednjaka
V asertivni komunikaciji je izredno pomembno prepoznavanje, razumevanje in obvladovanje lastnih čustev ter čustev drugih ljudi. To so sposobnosti, katere lahko razvijamo znotraj naše čustvene inteligentnosti, ki je do določene mere prirojena. V skladu s tem lahko ustrezno izbiramo besede za opise naših misli in čustev. Čustvena inteligentnost nam omogoča tudi empatijo, tj. sposobnost vživljanja v položaj druge osebe in razumevanje njenih čustev . V pogovorih se izogibamo uporabi zapletenih strokovnih besed ali žargona. V mislih moramo biti vseskozi pozorni na to, da se soočamo s težavo, ne z osebo. Pri tem se izogibamo pretiranemu opravičevanju ali nepotrebnim pojasnilom. Izražamo se v prvi osebi ednine, s čimer smo neposredni ter dajemo sogovorniku možnost, da sprejme naše mnenje ali se mu zoperstavi.

## Trening asertivnosti
»Trening asertivnosti je praktičen proces učenja veščin za samozavestno ravnanje in učinkovito komunikacijo v interakcijskih odnosih.« 
Pomembnost asertivne komunikacije je v zadnjem času porasla, s čimer se je razvilo tudi mnogo različnih načinov in ponudb, kako se je priučiti. Začetek treninga asertivnosti sega v leto 1976, ko je bilo to pomembno raziskovalno področje v sferi psihološkega svetovanja. Pozornost je bila usmerjena predvsem na osebno in karierno korist tistih svetovalcev, ki so trening opravili .
V današnjem času govorimo o treningu asertivnosti kot o metodi krepitve moči, saj omogoča odkrivanje ter raziskovanje notranjih virov, ki bodo posamezniku pomagali pri doseganju ciljev in uresničevanju želja. Pripomore tudi k pridobivanju večjega nadzora nad lastnim življenjem in sprejemanju odgovornosti pri pomembnih odločitvah. Trening razvija zavest o razponu lastnih zmožnosti in sposobnosti. Perspektiva moči se osredotoča na posameznikove pozitivne atribute, s čimer zavrača psihopatološki pogled na človeka, ki osebe etiketira glede na njen primanjkljaj oz. njeno odstopanje od normalnega.
Nekaj primerov vsebinskih tem treninga: Asertivna govorica telesa, Ravnanje s prošnjami, Sprejetje kritike, Izražanje čustev in občutkov, Podajanje konstruktivne kritike, Ravnanje s komplimenti, Pozitivna samopodoba in osebno negovanje .
Elementi oz. oblike dela med treningom: 1. predstavitev osnovnih izhodišč, 2. diskusije v paru ali manjši skupini – spodbujanje sodelovanja in izražanja lastnega mnenja pred drugimi ljudmi, izmenjava izkušenj, 3. praktične vaje v paru ali skupini, 4. povratna informacija po končanih vajah – ustvarja prostor za samorefleksijo, 5. posredovanje gradiva, ki ga udeleženci predelajo doma, 7. tabele in povzetki, 8. čas za evalvacijo in občutke.

### Igra vlog
Igra vlog je tehnika, preko katere najučinkoviteje urimo asertivne veščine. Spada med tradicionalne tehnike vedenjskih psihoterapij, kjer so glavne tri vloge: igralec (akter), soigralec in opazovalec/i. Izvajanje določene situacije osvetli dejansko problematiko in olajša iskanje rešitev. Ko nas vloga prevzame, občutimo vsa čustva kot v resnični življenjski situaciji. Vloge igramo z namenom zmanjšanja praviloma negativnih občutkov, ki se ob tem pojavljajo. Cilj je tudi odvaditi se vedenja, ki nam ne koristi več ter si priučiti koristnejšega. Kako smo bili pri tem uspešni pa izvemo iz lastnega doživljanja in povratnih informacij opazovalcev, ki spremljajo naše spremembe v vedenju, pristopu, odnosu. Igralec vlogo igra toliko časa, da je z rezultatom zadovoljen .

## Tehnike asertivnega vedenja
Nekatere tehnike so ključne za asertivno komunikacijo, druge pa so primerne v bolj specifičnih situacijah.

### Pokvarjena plošča
Namen te tehnike je, da naše sporočilo ponavljamo toliko časa, dokler nas sogovornik ne razume. Vztrajati je potrebno na miren in strpen način, v nasprotnem primeru bi naše komuniciranje postalo agresivno. Posebej je učinkovita v kombinaciji s tehniko reči »ne« pri izrazito agresivnih ali manipulativnih ljudeh .

### Reči »ne«
Nezmožnost reči ne, ko bi bilo to glede na našo situacijo primerno, nas sili v neželena dejanja, preko česar si nižamo samospoštovanje. Vzrok za takšno zaskrbljenost in strah pred izrekanjem besede »ne« verjetno delno leži tudi v dejstvu, da ljudje »ne« občutimo kot zavrnitev nas samih. Dostikrat se ne zavedamo razlike, da smo odklonili le prošnjo in ne osebe, ki jo je izrekla. Besedo »ne« posplošimo, navežemo nase in preoblikujemo v »nisi mi všeč«. Strah nas je, da bomo ljudi s tem prizadeli in raje prevzemamo dodatna bremena. Zaradi tega nam lahko zmanjka časa za dejavnosti, ki nas veselijo, zaradi česar se v nas lahko začnejo kopičiti negativna čustva, ki vodijo do izgorelosti ali nepričakovanih, neprimernih odzivov v odnosih z drugimi ljudmi. Pomembno je jasno, brez dodatnega opravičevanja postaviti naše meje in pripravljenost za opravljanje določenih nalog, sploh v odnosih z nadrejenimi .

### Zameglitev
Tu sogovorniku pokažemo, da smo razumeli kar nam je želel povedati, hkrati pa se ne zapletamo v nadaljnji pogovor z njim. S tem, ko ne reagiramo na njegove pripombe, lahko prikrijemo svoja prava čustva. Ta tehnika je uporabna pri komunikaciji z izrazito agresivnimi osebami, ki nas neprestano kritizirajo.

### Govorica telesa
Ustrezna besedna govorica lahko močno pripomore k asertivnosti, saj povečamo usklajenost med besednimi in nebesednimi sporočili. Pomembna je sproščenost ter vzravnana drža z umirjenimi kretnjami .

### Pozitivni notranji dialog
Ta tehnika je usmerjena predvsem v komunikacijo s samim seboj. S tem je močno povezan psihološki fenomen »samouresničitvene prerokbe«, kjer naše pozitivno usmerjeno mišljenje nezavedno vpliva na uspešen potek in izid določene situacije. Če se vrtimo v krogu negativnih misli lahko torej pričakujemo nasproten učinek.

### Aktivno poslušanje
Če si želimo uspešno komunikacijo, mora imeti sogovornik občutek, da ga poslušamo. Gledamo ga v oči, ga ne prekinjamo in se poskušamo vživeti v njegov položaj. Poleg tega vseskozi opazujemo njegovo govorico telesa, postavljamo odprta vprašanja ter s povzemanjem povedanega preverjamo, ali smo ga pravilno razumeli.

### Tehnika DESC
Uporablja se predvsem za iskanje rešitev, kadar naletimo na konflikte. Okrajšava pomeni sledeče: D (describe) – opisati, E (express) – izraziti, S (specify) – navesti in C (consequences) – posledice. Najprej torej natančno opišemo, kaj nas vznemirja. V drugem koraku izrazimo, kako se ob tem počutimo. Nato navedemo spremembe, ki bi si jih želeli in končamo z opisom pozitivnih posledic želenega spremenjenega vedenja.

### Izvedljiv kompromis
Kadar se znajdemo v situaciji, kjer s sogovornikom zagovarjamo različna stališča, je možno doseči rešitev s predlogom, ki je sprejemljiv za obe strani. Pri iskanju rešitve sodelujemo s sogovornikom in jo tudi izpeljemo.

### Nasprotje trditev
Ko opazimo nasprotja, jih osvetlimo in s tem odpremo prostor za oblikovanje kompromisov. 

## Asertivnost na delovnem mestu
V skladu z asertivnim vedenjem se moramo zavedati, da »pravice preprosto imamo, ne podarjajo nam jih drugi«, torej morajo postati karseda transparentne. Zaposleni v podjetju oz. posebej nadrejeni lahko z manipuliranjem pravic ohranjajo razmerja moči. Preostale zaposlene torej obveščajo le o tistih osnovnih pravicah, ki ne ogrožajo vzpostavljenega razmerja. Učenje asertivnosti ter zavedanja pravic pomaga pri vzpostavljanju enakovrednega odnosa v takšnih spretno-uveljavljenih hierarhijah.
Mnogi menijo, da bo imel asertiven odgovor negativen vpliv na to kaj drugi mislijo o njih. Takšno prepričanje je asociirano z zgodnjim socialnim in kulturnim učenjem. 
Tehnike asertivnosti naučijo zaposlene primerne komunikacije, preko katere se izražajo bolj produktivno, učinkovito. Trening jih nauči konstruktivno podajati prošnje ali zahteve in pritožbe. 

#### Asertivnost in pričakovanja
Pričakovanje odziva bo vplivalo na asertivno vedenje in medosebne konflikte. Pričakovanje reakcije sogovorca v medosebni izmenjavi bo vplivalo na izbor vedenj izvajalca: če naredim X, potem bo druga oseba storila, ali pa se počutila Y. Te individualne razlike v predvidevanju in pričakovanju vedenja in počutja sogovorca, vplivajo na stopnjo asertivnosti v izmenjavi, do katere bo akter verjel v izboljšanje izidov situacije. Za nekatere akterje bo meja, do katere je asertivnost učinkovita, višja, za druga pa nižja, pri obeh pa bo vplivala na odločitve o asertivnosti. 
Višji nivo asertivnosti vodi do instrumentalnih nagrad in uresničevanja kratkoročnih ciljev, vendar lahko vpliva na delovna razmerja. Prenizka asertivnost vodij pa prinese pozitivna socialne odnose, ampak zanemari uresničenje cilja. Odnos med pozitivnimi vplivi in stopnjo asertivnosti lahko prikažemo z obrnjeno U krivuljo. Pri obeh primerih nivojev asertivnosti, ekstremne vrednosti predstavljajo negativne posledice. Pri prenizki asertivnosti, je posameznik neučinkovit, pri previsoki pa označen kot sovražen, torej poslabša medosebne odnose, hkrati pa slabo vpliva tudi na rezultate dela. Zmerna asertivnost v komunikaciji je lahko učinkovita, dokler ne preseže neke točke, ko škoduje rezultatom in odnosom. 
Vse te značilnosti so pomembne, ko govorimo o dobri vodji, saj mora zaznati razliko med učinkovito in neučinkovito asertivnostjo. 

### Asertivnost pri vodjih
Uspešnost vodenja je pozitivno povezana s konstrukti višje asertivnosti, kot so dominantnost, agresivnost in nespoštovanje. Uspešnost vodenja pozitivno korelira tudi s konstrukti nizke asertivnosti kot so požrtvovanje, kooperativnost in obzirnost, kar pomeni, da je potrebno uravnoteženje med dvema poloma.
Delavci asertivnost pogosto označijo kot slabost potencialnega vodje, razlog za to pa bi lahko bile negativne posledice v obe smeri. Tisti z visoko asertivnostjo so označeni kot sovražni in žaljivi, tisti z nizko asertivnostjo pa kot šibke vodje, saj ne znajo prevzeti vajeti v potrebnih situacijah. Visoko asertivni ljudje pogosto dobijo kar hočejo, vsaj iz vidika kratkoročnih koristi. V organizaciji so pojmovani kot vplivnejši ljudje in navadno zasedejo strukturno ugodnejše položaje. Čeprav visoka asertivnost prinese veliko koristi glede uresničevanja ciljev, pa terja davek na socialnih odnosih. Visoko asertivni ljudje so pojmovani kot manj všečni, tudi, ko je asertivno vedenje označeno za učinkovito in upravičeno. Tudi ob dodani večji empatiji in uvidevnosti, vodje z zelo visoko asertivnostjo pustijo slabši vtis kot vodje z nižjo asertivnostjo, saj se bolj pogosto vključujejo v konflikte in uporabljajo defenzivne tehnike. Previsoka asertivnost pa lahko na neki točki vpliva tudi na izid rezultatov in tako ni učinkovita na nobenem področju.
Pravšnja mera asertivnosti omogoča tako dobre odnose kot učinkovito doseganje ciljev. Omogoča večji uspeh vodje in njegovih zaposlenih ter tudi izpostavi druge lastnosti vodje, delavci bolj opazijo inteligentnost, karizmo, natančnost vodje. Asertivnost je torej potreben in pomemben del vodje, vendar v pravšnji meri, drugače povzroči še več škode. 

### Asertivnost pri zaposlenih
Dojemanje asertivnosti kot izražanje posameznikovih pravic v medosebni situaciji, pripelje do pozitivnih izidov. Asertivnost je pojmovana kot bolj učinkovita na dimenziji opravljanja nalog posameznika (npr. kompetentnost) in manj na ravni odnosov (všečnost) v primerjavi s podredljivimi in ubogljivimi odgovori. Asertivnost je potrebno dojemati v transakcijskih terminih in ne osebnih. Pomembno je gledanje s perspektive pravic posameznika. Cilj vzajemnosti med osebama v interakciji se doseže s poudarjanjem izražanja osebnih pravic, govorec pa k asertivnmu sporočilu vključi tudi empatično komponento. Vključevanje te komponente izboljša oceno učinkovitosti odnosov, ohranja pa dobro oceno na področju opravljanja nalog posameznika.
Asertivnost je ključna in uporabna tudi pri odgovarjanju na nepravično kritiko ali osebni napad. Nepravična kritika vsebuje kršenje medosebnih pravic, ki vključujejo pričakovanje pravičnega obravnavanja s strani sodelavcev in nadrejenih. Takšne konfliktne situacije, še posebej tiste ki vključujejo asimetrične odnose, drugačne statuse, so pogosto vodile v več treningov asertivnosti. 

### Razlike v asertivnosti med spoloma
Ženske so v skladu z njihovo socialno vlogo ocenjene bolj negativno kot moški pri asertivnem vedenju, ki vpliva na odnose. Asertivnost pri ženskah okolica dojema kot ogrožajočo za odnose in po njihovem mnenju negativno vpliva na odnose. Ženske pogosteje uporabljajo nežnejše strategije, moški pa bolj direktivne v komunikaciji z drugimi na delovnem mestu. V potencialno konfliktni situaciji, ko so pravice posameznika zelo pomembne, lahko moški in ženske uporabijo različne kriterije za ocenjevanje svojih dejanj, ter dejanj drugih. Drugače torej ocenjujejo primernost svoje asertivnosti ali asertivnosti sogovorca, zaradi spola. Etični pogled na pravice posameznika je bolj značilen za moške, medsebojna soodvisnost in vzdrževanje odnosov pa značilna za ženske, zato ženske bolj poudarjajo pomembnost obvez in pravil v odnosih, moški pa pravila pravičnosti v asertivnih situacijah.  Stereotipi lahko oblikujejo kako ljudje interpretirajo vedenje drugih in ali je izraženo kot normalno ali ekstremno. Visoko asertivno vedenje pri ženskah povzroči več škode na socialnem področju kot pri moških. Pri ženskah je tako vedenje namreč zaznano kot neskladno z njihovimi vlogami kot ženske. Pogosto se znajdejo v situaciji kjer izbirajo med uspešno kariero ali pozitivnimi delovnimi odnosi. Moški uspejo izraziti dominantnost, ki vključuje asertivna vedenja, brez da bi bili pojmovani kot manj priljubljeni, medtem ko za ženske to ni veljalo. Da bi se izognili temu, lahko ženske uporabljajo določene strategije, za izražanje asertivnosti v okviru kot so govor brez odlašanja, stati blizu sogovorca ali telesna pozicija ki fizično zavzame več prostora, npr. počivanje roke na stolu. Prav tako pa je odziv na asertivnost žensk odvisen od namena asertivne komunikacije. Če je namen skupno dobro, torej je namen asertivnosti pomoč posamezniku ali podjetju za katerega dela ženska uslužbenka, potem je to pojmovano kot skladno z vlogo ženske in njeno skrbjo za odnose. Če pa je asertivnost koristna zgolj za akterko, pa je to pojmovano kot sebično.